# Стунгуре, Зигрида
Зи́грида Сту́нгуре (латыш. Zigrīda Stungure; 5 сентября 1928 — 28 ноября 2010) — советская и латвийская актриса театра и кино. Народная артистка Латвийской ССР (1989).

## Биография
Зигрида Стунгуре родилась 5 сентября 1928 года в Дзервской волости Айзпутского уезда (нынешняя Циравская волость Айзпутского края).
Окончила Театральный институт Латвийской ССР (1950). Была актрисой Лиепайского драматического театра (1950—1951) и Театра Дайлес (Государственный академический Художественный театр им. Я. Райниса). В 1997 году на сцене последнего поставила пьесу Оскара Уайльда «Идеальный муж».
С 1955 года снималась в кино. Дебютировала в главной роли батрачки Мадары в фильме режиссёров Павла Арманда и Леонида Лейманиса «Весенние заморозки».
Была членом Союза театральных деятелей (с 1952) и Союза кинематографистов (с 1958).

## Признание и награды
- Заслуженная артистка Латвийской ССР (1971)
- Народная артистка Латвийской ССР (1989)
- орден «Знак Почёта» (03.01.1956)

## Творчество

### Роли в театре

#### Лиепайский драматический театр
- 1951 — «Времена землемеров» братьев Каудзите — Лиена
- 1951 — «Чайка» А. П. Чехова — Нина Заречная

#### Театр Дайлес (Государственный академический Художественный театр им. Я. Райниса)
- 1958 — «Вайделоте» Аспазии — Ася
- 1959 — «Юстина» Хеллы Вуолийоки — Юстина
- 1961 — «Каса маре» Иона Друцэ — Василуца
- 1966 — «Дом, где разбиваются сердца» Бернарда Шоу — Гесиона
- 1968 — «Много шума из ничего» Уильяма Шекспира — Беатриче
- 1978 — «Степной волк» инсценировка романа Германа Гессе — Крёстная
- 1986 — «Чудной Даука» Судрабу Эджуса — Мать
- 1997 — «Дом разбитых сердец» по пьесе Бернарда Шоу — Няня Гиннесс

## Фильмография
- 1955 — Весенние заморозки — Мадара
- 1956 — За лебединой стаей облаков — Марта
- 1958 — Повесть о латышском стрелке — Марта
- 1959 — Меч и роза — учительница
- 1961 — Обманутые — настоятельница монастыря
- 1966 — Эдгар и Кристина — сестра Акментиньша
- 1969 — У богатой госпожи — Ева
- 1970 — Слуги дьявола — Элизабет
- 1971 — Наследники военной дороги — жена Церниека
- 1972 — Слуги дьявола на чёртовой мельнице — Элизабет
- 1981 — Игра
- 1986 — Двойник
- 1993 — Вальс длиною в жизнь — Теща
- 2000 — Мистерия старой управы